# Benjamin West
Benjamin West (Springfield (Pennsylvania), 10 oktober 1738 – Londen, 11 maart 1820) was een Engels-Amerikaanse kunstschilder. West schilderde een aantal beroemde historische scènes, zoals The Death of Nelson, The Death of General Wolfe en Benjamin Franklin Drawing Electricity from the Sky. West wordt beschouwd als een volledige autodidact, reisde door Europa en vestigde zich uiteindelijk in Londen. Hij was de tweede voorzitter van de Royal Academy of Arts.

## Levensloop

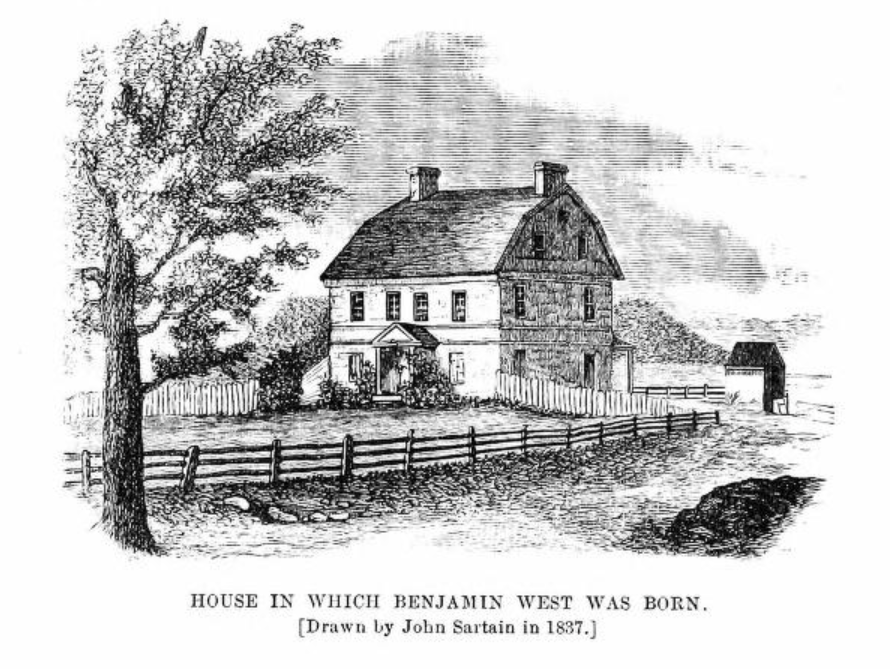
Geboortehuis van Benjamin West getekend door John Sartain (1837)

### Jonge jaren
West werd in 1738 geboren als tiende kind in het gezin van een herbergier. West heeft weinig formeel onderwijs genoten, terwijl hij wel excelleerde in de schilderkunst. Van 1746 tot 1759 werkte en schilderde West in Pennsylvania en maakte hij meestal portretten. Dominee William Smith, provoost van het College of Philadelphia was onder de indruk van zijn werk en werd zijn beschermheer. Via Smith kwam West in contact met belangrijke en invloedrijke personen in Pennsylvania. Ook ontmoette hij de schilder John Wollaston, die uit Londen was geëmigreerd. Van Wollaston leerde West enkele technieken en werkwijze die hij overnam.
West raakte ook goed bevriend met de schrijver Benjamin Franklin, van wie hij ook een portret schilderde. Franklin werd de peetvader van de tweede zoon van West, Benjamin.

### Grand tour
In 1760 reisde West, gesponsord door Smith en William Allen, naar Italië in het gezelschap van de Schot William Patoun. Net als veel kunstenaars en liefhebbers van de schone kunsten uit die tijd volgde West een zogenaamde grand tour langs diverse "monumenten" van de Europese kunst. West breidde zijn repertoire uit door het bestuderen en kopiëren van de werken en technieken van o.a. Titiaan en Rafaël. In Rome ontmoette West een aantal internationale neoklassieke kunstenaars, waaronder de in Duitsland geboren Anton Rafael Mengs, de Schotse Gavin Hamilton en de Oostenrijkse Angelica Kauffman. In Rome schilderde hij onder andere Cymon and Iphigenia.

### Engeland
In augustus 1763 arriveerde West in Engeland, oorspronkelijk voor wat hij zag als een bezoek voordat hij terug zou keren naar Amerika. Echter West zou zich permanent vestigen in Londen en is nooit teruggekeerd naar Amerika. Zijn eerste werken die hij schilderde in Engeland waren Angelica en Medora en een portret van generaal Robert Monckton. West stond in Engeland bekend als de Amerikaanse Raphael. Zijn Raphaelesque-schilderij van Archangel Michael Binding the Devil bevindt zich in de collectie van het Trinity College in Cambridge.
In 1765 trouwde hij in Londen met Elizabeth Shewell, een Amerikaanse met wie hij zich verloofde in Philadelphia, in St. Martin-in-the-Fields.

### Hofschilder
In 1772 werd West benoemd tot historieschilder aan het hof van koning George III, na eerder al bevriend met hem te zijn geraakt. West schilderde een serie van acht grote doeken over het leven van Edward III voor St. George's Hall in Windsor Castle. Daarnaast schilderde hij o.a. ook diverse portretten van leden van de koninklijke familie. Vanaf 1791 tot aan zijn dood was West ook de Surveyor of the King's Pictures

### Royal Academy
In 1792 werd West gekozen tot voorzitter van de Royal Academy, als opvolger van de overleden Sir Joshua Reynolds. West die in eerste instantie door Reynolds, oprichter van de Academy, en andere academici te min werd bevonden en te ambitieus, nam in 1805 ontslag en werd vervangen door een felle tegenstander, architect James Wyatt. Een jaar later, in 1806, zou West echter opnieuw tot voorzitter worden gekozen en bleef hij in functie tot aan zijn dood.
Tot zijn studenten behoorden onder anderen Washington Allston, Samuel Morse, Robert Fulton, Charles Willson Peale, Rembrandt Peale en John Trumbull.  

### Overlijden
West stierf in zijn huis in Newman Street, Londen, op 11 maart 1820 en werd begraven in St Paul's Cathedral. De Britse kroon had hem een ridderschap aangeboden, maar weigerde het, in de overtuiging dat hij in plaats daarvan peer moest worden.

## Galerij
Portretten

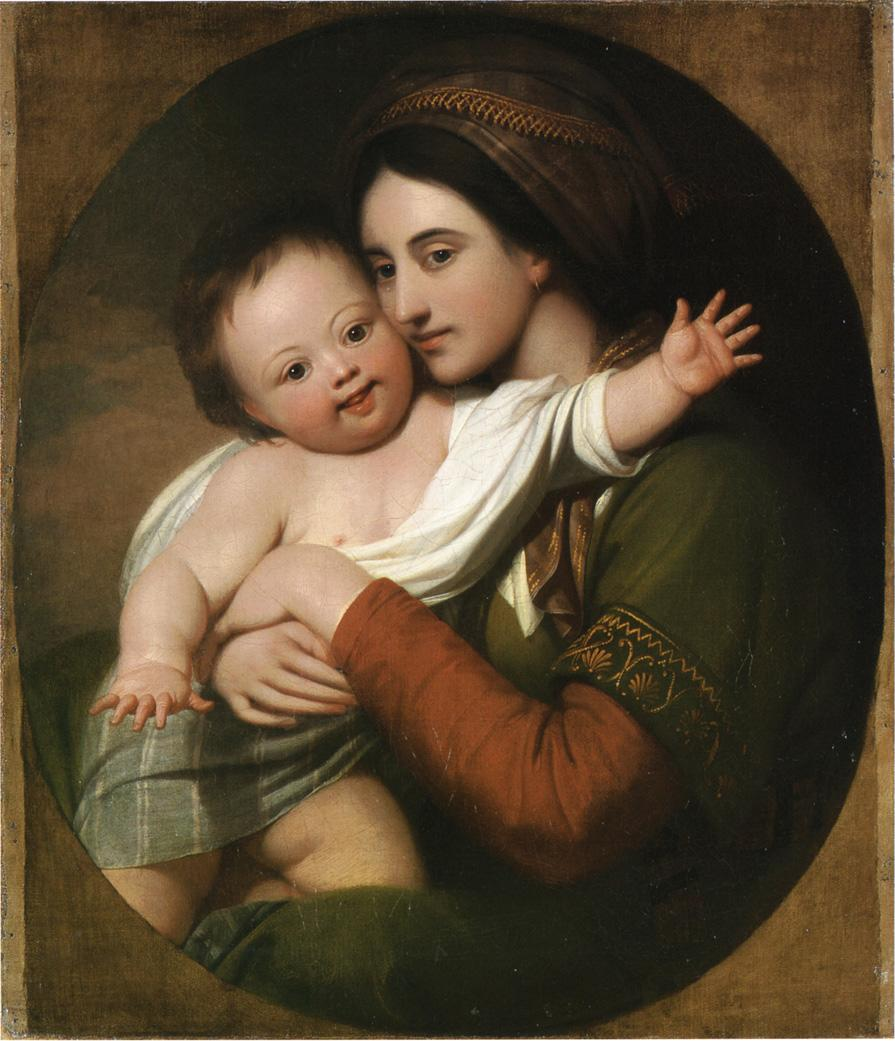
Portret van Mrs. Benjamin West (Elizabeth Shewell) en zoon Raphael, ca. 1767, Denver Art Museum
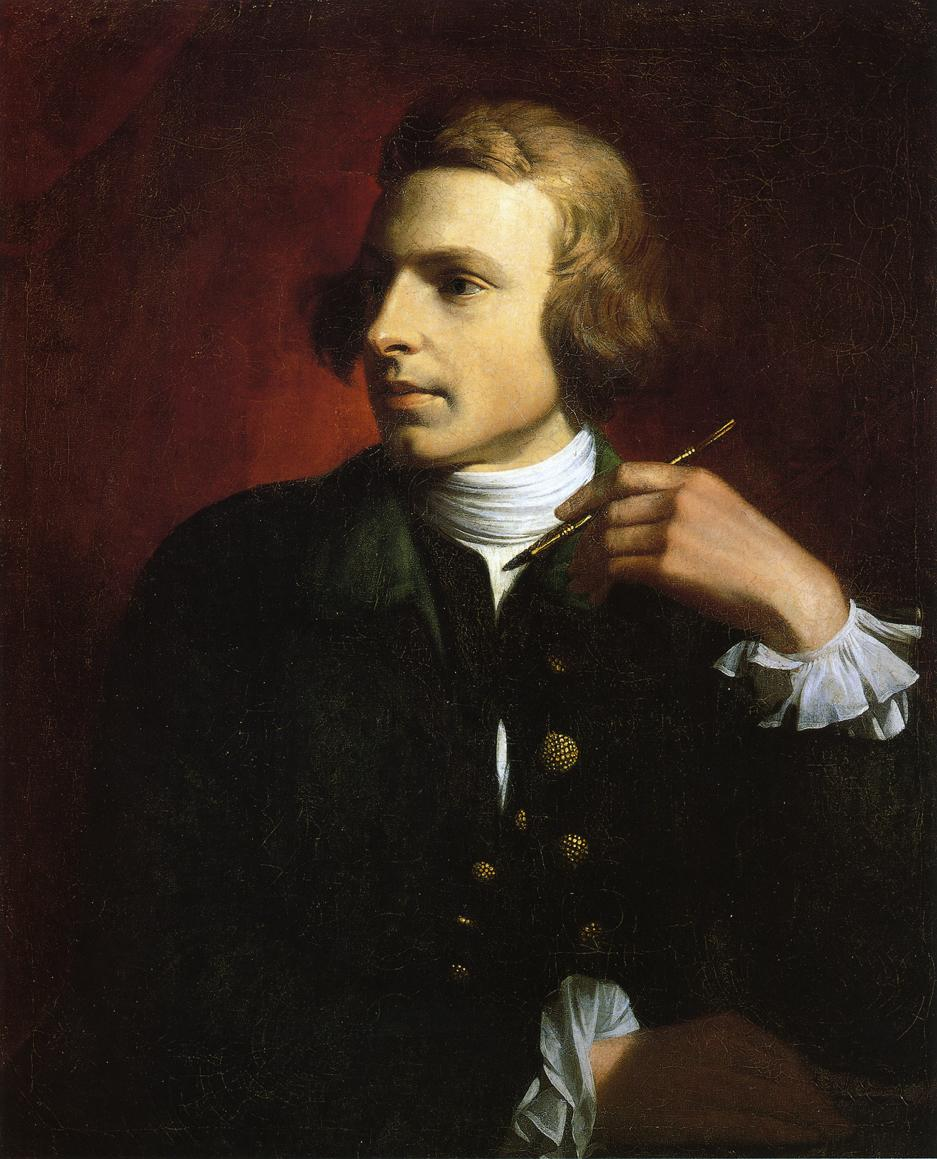
Charles Wilson Peale, tussen 1767 en 1769, New-York Historical Society
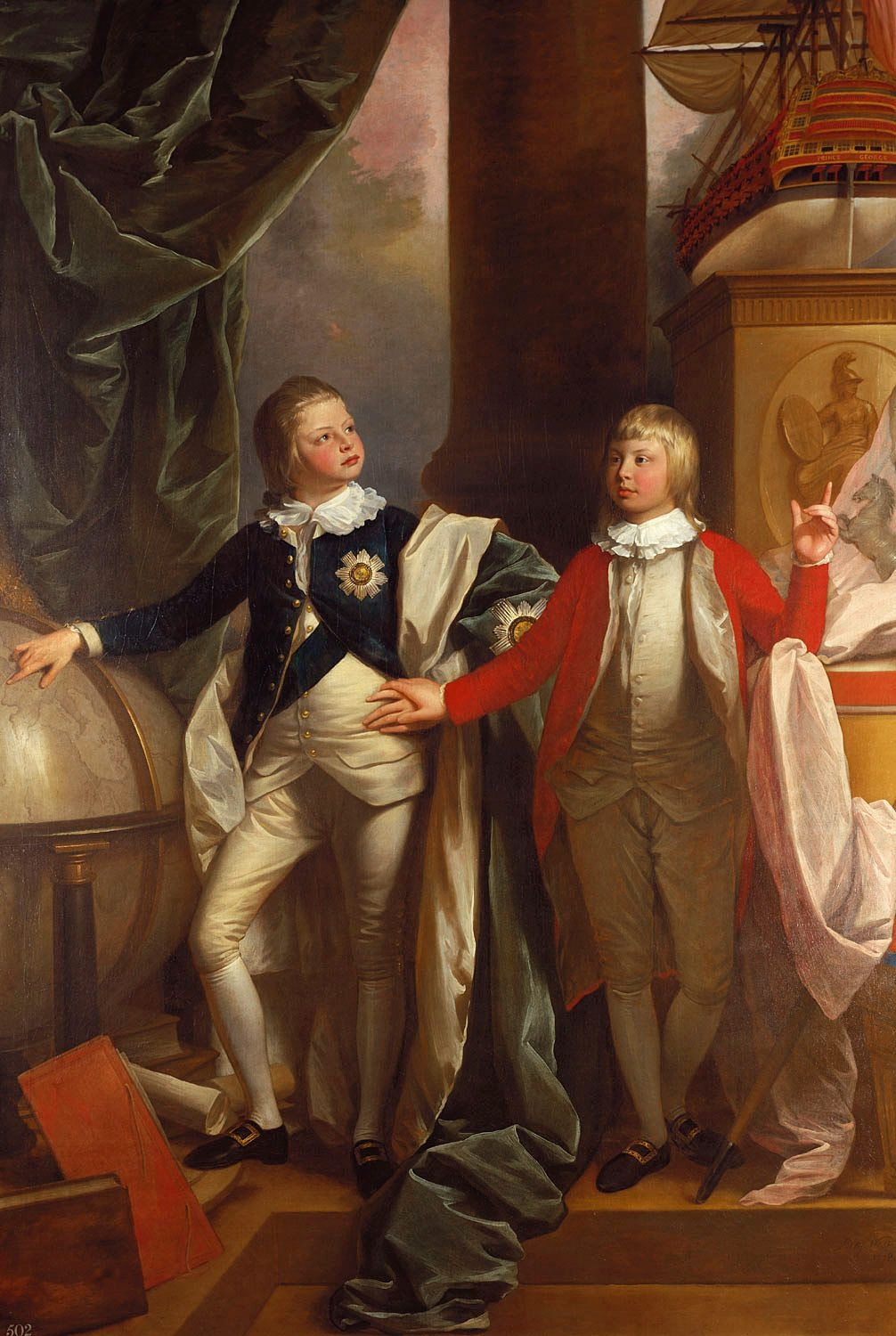
Eduard August en Willem IV, 1778, Royal Collection
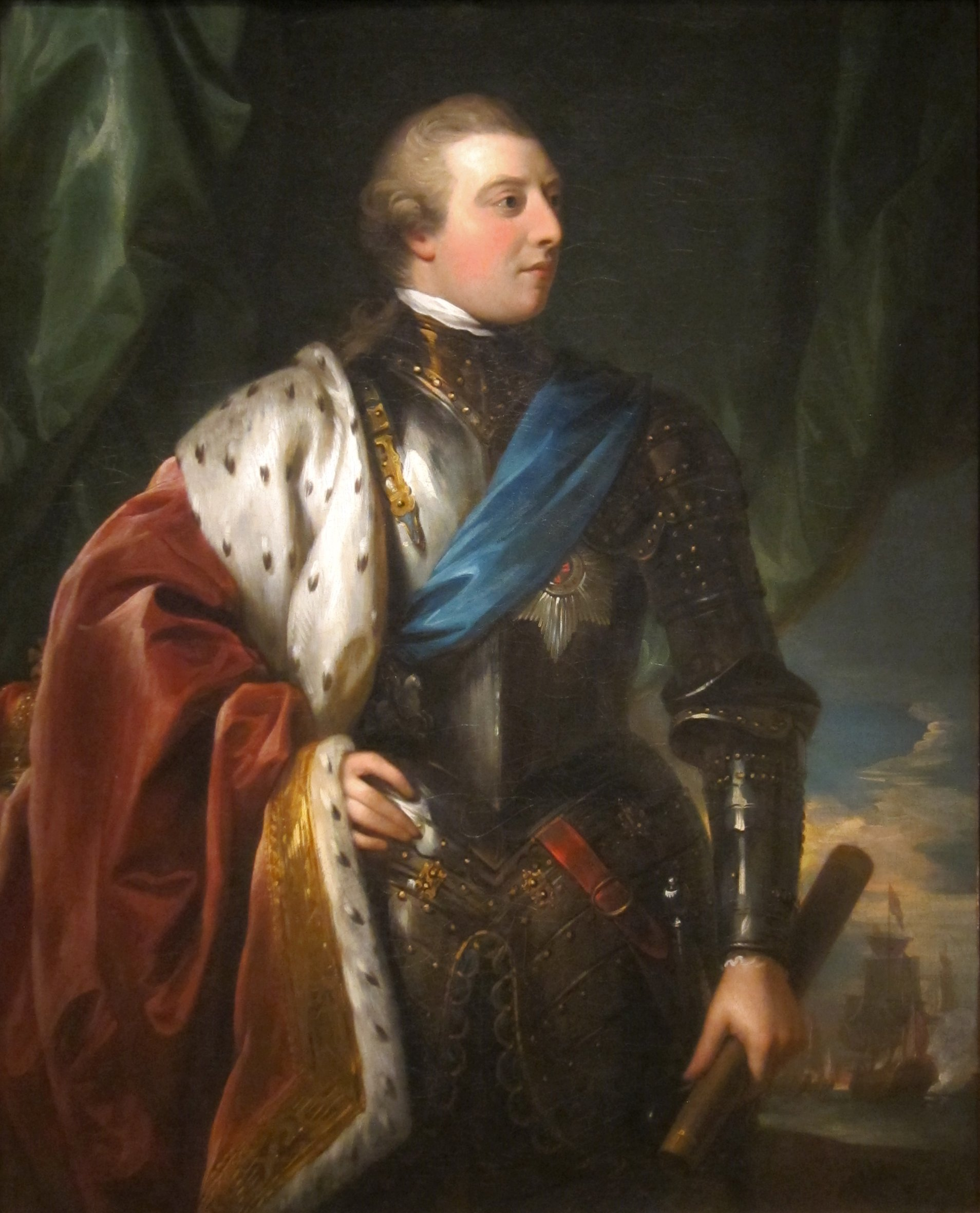
George III, 1783, Cleveland Museum of Art
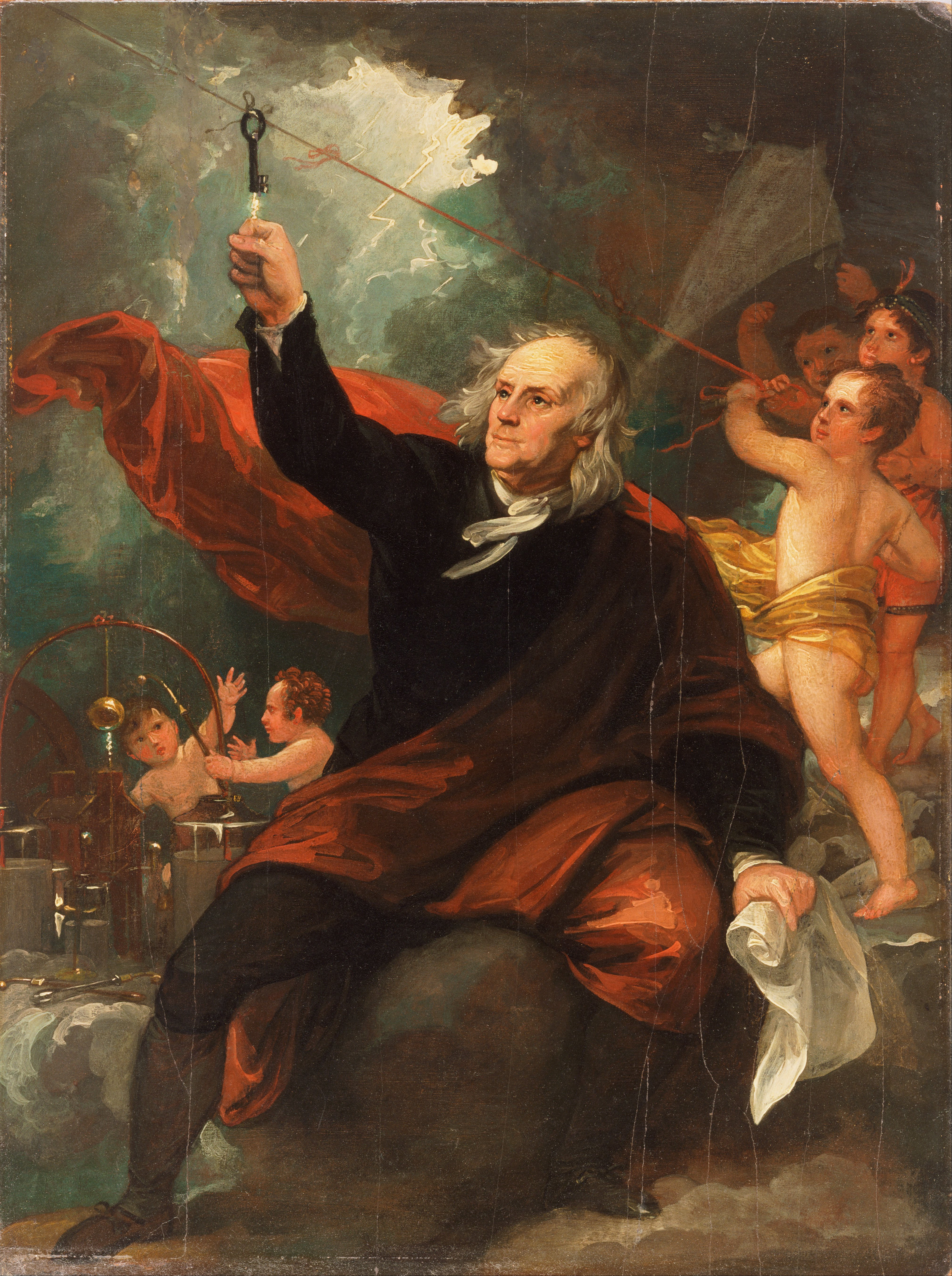
Benjamin Franklin Drawing Electricity from the Sky, ca. 1816, Philadelphia Museum of Art

Historieschilderijen

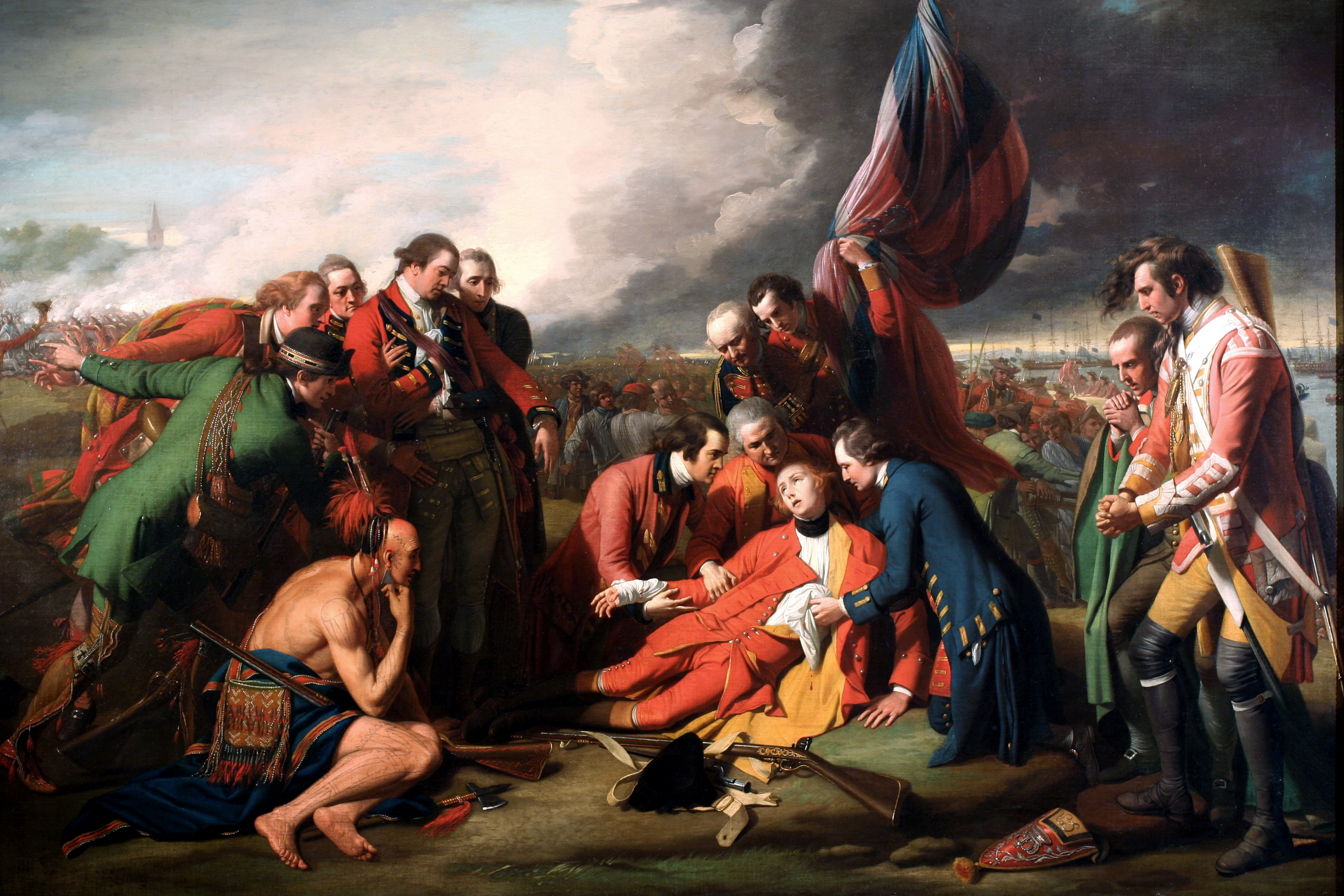
The Death of General Wolfe, 1770, National Gallery of Canada, Ottawa
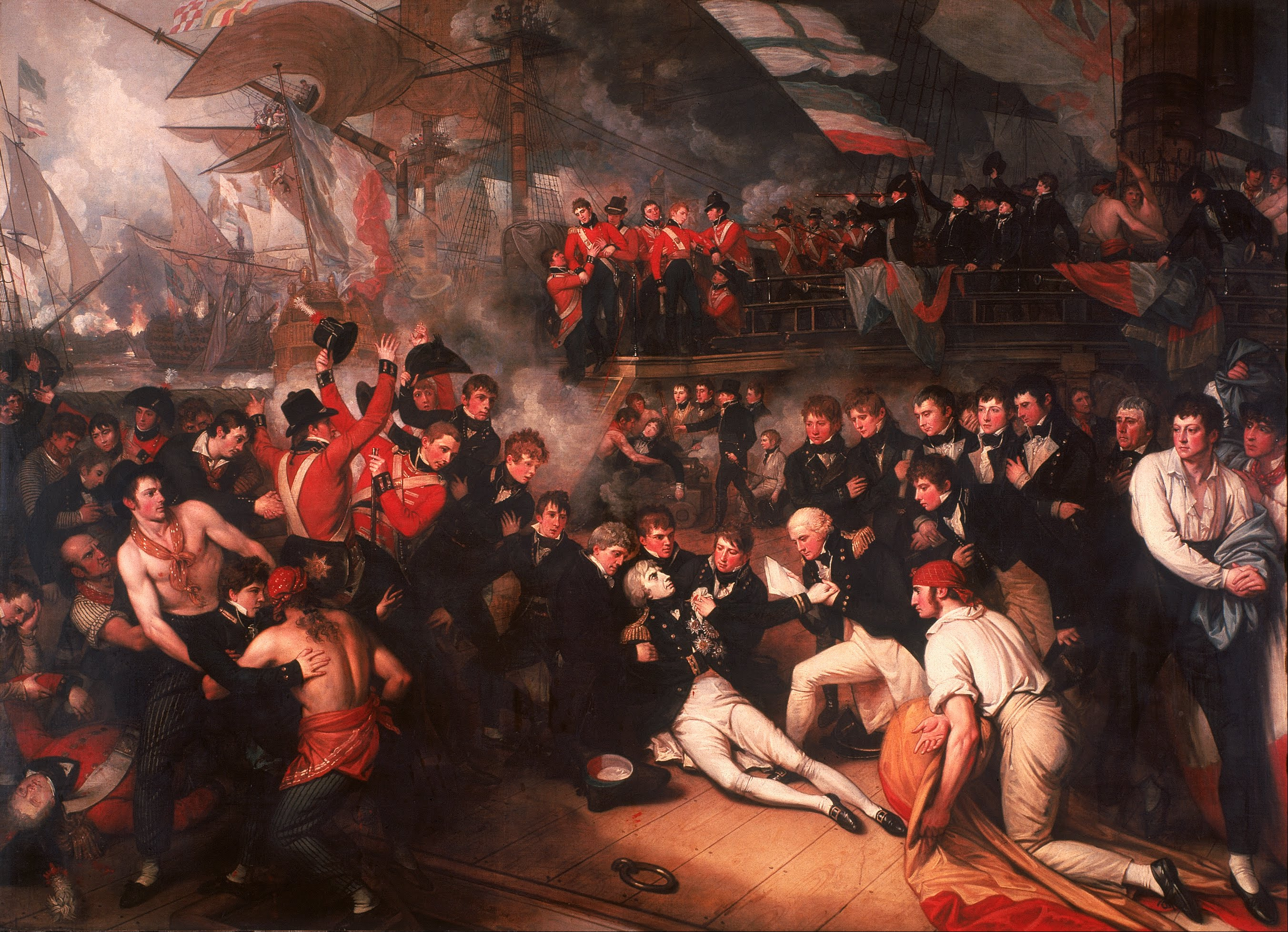
The Death of Nelson, 1806, Walker Art Gallery, Liverpool
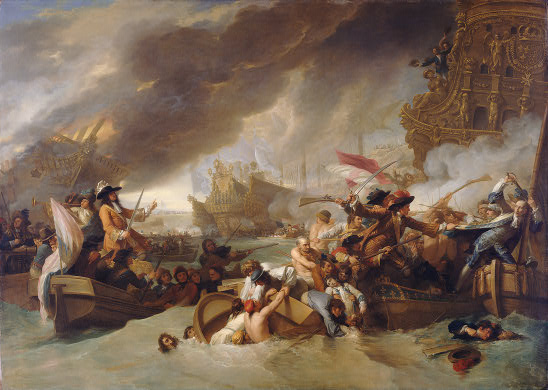
The Battle of La Hogue, ca. 1778, National Gallery of Art, Washington